# Knuckle
Knuckle és un pel·lícula documental irlandesa del 2011 sobre el món secret del boxa sense guants dels nòmades irlandesos. La pel·lícula es va realitzar per etapes durant 12 anys. La pel·lícula es va estrenar al Festival de Cinema de Sundance de 2011. This film follows a history of violent feuding between rival clans.

## Argument
Aquesta pel·lícula segueix 12 anys en la vida de tres famílies de nòmades irlandesos (Joyces, Nevins i Quinn-McDonaghs) i les seves baralles i baralles. La pel·lícula explora els motius pels quals mantenen aquestes baralles i explora en profunditat les vides secretes d'aquestes famílies, que amb prou feines coneixen els estrangers de la comunitat de viatgers. El motiu real de la baralla entre les famílies no es revela mai, ja que no en parlaran amb els de fora.

## Repartiment
- James Quinn McDonagh
- Michael Quinn McDonagh
- Paddy Quinn McDonagh
- Christy (Ditsy) Walford
- Thomas (Spike) Nevin
- Ian Palmer
- Davey Nevin
- Joe (Big Joe) Joyce

## Recepció
La pel·lícula va rebre una resposta majoritàriament positiva de la crítica.
A Rotten Tomatoes té un índex d'aprovació del 93% basat en les ressenyes de 43 crítics. Va guanyar un diploma de no ficció del Premi Noves Visions al XLIV Festival Internacional de Cinema Fantàstic de Catalunya.